# Metropolitan Open
Het Metropolitan Open is een jaarlijks golftoernooi in de Verenigde Staten. Van 1916 tot 1940 maakte het deel uit van de Amerikaanse PGA Tour. Het toernooi vindt telkens plaats op verschillende golfbanen in de staten New York, New Jersey en Connecticut en wordt georganiseerd door de "Metropolitan Golf Association".

## Winnaars
| - 1905: Alex Smith - 1906: George Low - 1907: Geen toernooi - 1908: Jack Hobens - 1909: Alex Smith - 1910: Alex Smith - 1911: Gilbert Nicholls - 1912: Tom McNamara - 1913: Alex Smith - 1914: Macdonald Smith - 1915: Gilbert Nicholls - 1916: Walter Hagen - 1917: Geen toernooi vanwege WO I - 1918: Geen toernooi vanwege WO I - 1919: Walter Hagen - 1920: Walter Hagen - 1921: Bob MacDonald - 1922: Marty O'Loughlin - 1923: Bob MacDonald - 1924: Mike Brady - 1925: Gene Sarazen - 1926: Macdonald Smith - 1927: Johnny Farrell - 1928: Tommy Armour - 1929: Bill Mehlhorn - 1930: Willie Macfarlane - 1931: Macdonald Smith - 1932: Olin Dutra - 1933: Willie Macfarlane - 1934: Paul Runyan - 1935: Henry Picard - 1936: Byron Nelson - 1937: Jimmy Hines - 1938: Jimmy Hines - 1939: Henry Picard - 1940: Craig Wood - 1941: Geen toernooi vanwege WO II - 1942: Geen toernooi vanwege WO II - 1943: Geen toernooi vanwege WO II - 1944: Geen toernooi vanwege WO II | - 1945: Geen toernooi vanwege WO II - 1946: Geen toernooi vanwege WO II - 1947: Geen toernooi vanwege WO II - 1948: Geen toernooi vanwege WO II - 1949: Jack Burke jr. - 1950: George Stuhler - 1951: Claude Harmon - 1952: Chet Sanok (amateur) - 1953: Pete Cooper - 1954: Otto Greiner - 1955: Art Doering - 1956: Doug Ford - 1957: Wes Ellis - 1958: Bob Watson - 1959: Jim Turnesa - 1960: Al Mengert - 1961: Wes Ellis - 1962: Miller Barber - 1963: Wes Ellis - 1964: Jack Patroni - 1965: Jerry Pittman - 1966: Tom Nieporte - 1967: Jerry Courville sr. (amateur) - 1968: Jerry Pittman - 1969: Jimmy Wright - 1970: Jim Albus - 1971: Ron Letellier - 1972: Don Massengale - 1973: Peter Davison - 1974: Bob Bruno - 1975: Carlton White - 1976: Martin Bohen - 1977: Martin Bohen - 1978: David Glenz - 1979: Bill Britton - 1980: George Bullock - 1981: Kelley Moser - 1982: Darrell Kestner - 1983: Darrell Kestner - 1984: Jim Albus | - 1985: George Zahringer (amateur) - 1986: David Glenz - 1987: Jim McGovern (amateur) - 1988: Bobby Heins - 1989: Bobby Heins - 1990: Larry Rentz - 1991: Mike Diffley - 1992: Mark Mielke - 1993: Bruce Zabriski - 1994: Charlie Cowell - 1995: Darrell Kestner - 1996: Bruce Zabriski - 1997: Mike Burke jr. - 1998: Rick Hartmann - 1999: Mark Brown - 2000: Michael Gilmore - 2001: Johnson Wagner (amateur) - 2002: Johnson Wagner - 2003: Andrew Svoboda (amateur) - 2004: Rick Hartmann - 2005: John Stoltz (amateur) - 2006: John Guyton - 2007: Frank Bensel - 2008: Mark Mielke - 2009: Andrew Giuliani - 2010: Bob Rittberger - 2011: Tyler Hall - 2012: Danny Balin - 2013: Mark Brown - 2014: Grant Sturgeon - 2015: Ben Polland - 2016: Mark Brown |